# Melozzo da Forlì

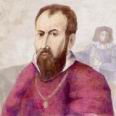
Zelfportret

Melozzo da Forlì (eigenlijke naam Marco di Giuliano, ook Melozzo di Giuliano degli Ambrosi genoemd, Forlì, 8 juni 1438 – aldaar, 8 november 1494) was een Italiaans kunstschilder uit de periode van de renaissance.
Melozzo da Forlì blonk met name uit in de kunst van het fresco. Hij was een leerling van Piero della Francesca en werd tevens beïnvloed door de Nederlandse schilder Justus van Gent. Met deze laatste werkte hij in Italië geruime tijd samen.
Hij werkte aanvankelijk in Urbino, maar trok rond 1475 naar Rome. In 1478 werd hij lid van het Sint-Lucasgilde en in 1480 voltooide hij een van zijn befaamdste werken, de Hemelvaart van Christus, dat zich bevindt in het Quirinaal in Rome.

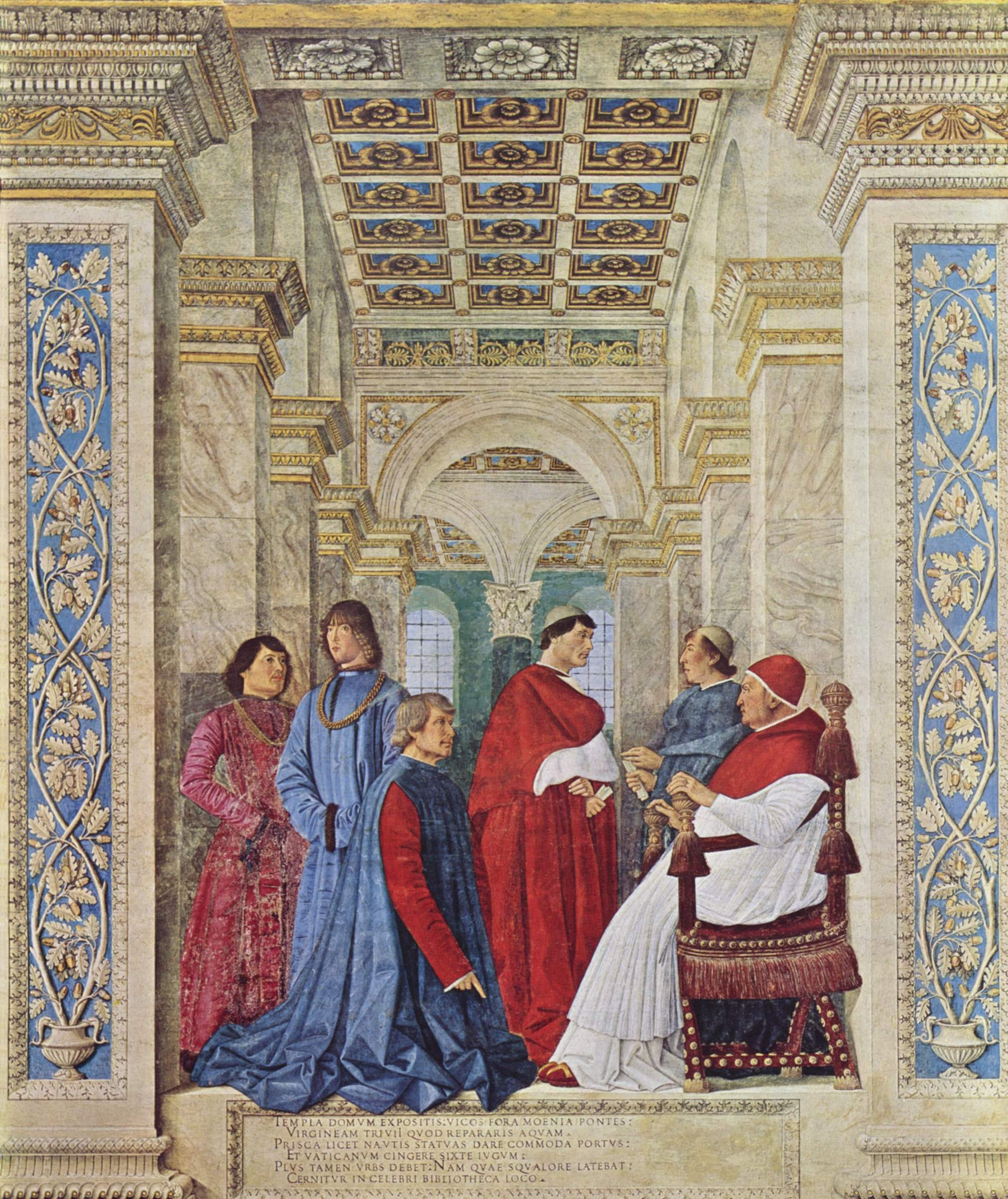
Paus Sixtus IV benoemt Platina tot prefect van de Vaticaanse bibliotheek

Andere aan hem toegeschreven werken zijn een fresco met paus Sixtus IV (oorspronkelijk in de Vaticaanse bibliotheek) en een fresco in het stadhuis van Forlì.